# Total Wipeout - Pronti a tutto!
Total Wipeout - Pronti a tutto! (Total Wipeout) è la versione britannica del programma televisivo statunitense Wipeout - Pronti a tutto!. La trasmissione è andata in onda a partire dal 2009.
Venti giocatori si sfidano in quattro serie di prove. Il vincitore riceve un premio di 10.000 sterline.
La struttura del gioco e i giochi stessi sono gli stessi delle edizioni precedenti della versione americana di Wipeout.
Sebbene il programma sia inglese, le riprese vengono fatte a Buenos Aires, in Argentina.
È stato trasmesso in Italia da CanalOne e GXT e dal 2013 anche dal canale K2. Rispetto alla versione americana, il conduttore è solo uno invece di due e si tratta di Richard Hammond, già protagonista del famoso programma Top Gear. La versione italiana è stata commentata da Lillo e Greg, come le prime stagioni della versione americana, dove sono stati poi sostituiti dal Trio Medusa.